# Мохамед Коффі
Мохамед Коффі (фр. Mohamed Koffi, нар. 30 грудня 1986, Абіджан) — буркінійський футболіст івуарійського походження, півзахисник клубу «Петроджет» та національної збірної Буркіна-Фасо.

## Клубна кар'єра
Народився 30 грудня 1986 року в Абіджані. Вихованець футбольної школи французького «Марселя».
У дорослому футболі дебютував 2006 року виступами за єгипетського «Петроджета», кольори якої захищає й донині.

## Виступи за збірну
2006 року дебютував в офіційних матчах у складі національної збірної Буркіна-Фасо. 
У складі збірної був учасником Кубка африканських націй 2010 року в Анголі, Кубка африканських націй 2012 року у Габоні та Екваторіальній Гвінеї і Кубка африканських націй 2013 року у ПАР.
Наразі провів у формі головної команди країни 35 матчів, забивши 2 голи.

## Титули і досягнення
- Срібний призер Кубка африканських націй: 2013